# Dag Hammarskjölds samling
Dag Hammarskjölds samling är ett personarkiv som donerades till Kungliga biblioteket efter hans död 18 september 1961. Samlingen som fyller cirka 45 hyllmeter, innehåller bland annat handlingar från FN-tiden, manuskript, brev, fotografier, tidningsklipp och personliga dokument. Den täcker både hans arbete som FN:s generalsekreterare men även privatpersonen med intresse för natur, kultur, litteratur och politik.  Dokumenten från FN är  i huvudsak på engelska, hela samlingen är kronlogiskt ordnad och uppdelad i tiden innan utnämningen som FN:s generalsekreterare och delen efter, åren 1953-1961.   
Samlingen utsågs år 2017 av Unesco till världsminne och finns idag bevarad på Kungliga biblioteket.
På Kungliga biblioteket finns även Dag Hammarskjölds boksamling som inkom till biblioteket som testamentarisk gåva 1961.  